# Chamlong Srimuang
Chamlong Srimuang (Thailandese: จำลอง ศรีเมือง; Thonburi, 5 luglio 1935) è un politico e militare thailandese. È stato il fondatore del Partito Palang Dharma, un partito politico ispirato alla dottrina buddhista che si è distinto per le sue posizioni anticorruzione.
Governatore di Bangkok per più di sei anni, Srimuang ha guidato la sollevazione popolare del maggio 1992 contro il colpo di Stato messo in atto dalla giunta militare nota come Consiglio nazionale per il mantenimento della pace. È stato anche uno dei leader di Alleanza Popolare per la Democrazia, movimento che si è costituito nel 2005 per opporsi al regime dell'allora primo ministro Thaksin Shinawatra.